# Udamolobium pictulum
Udamolobium pictulum är en tvåvingeart som beskrevs av Hardy 1982. Udamolobium pictulum ingår i släktet Udamolobium och familjen borrflugor. Inga underarter finns listade i Catalogue of Life.